# Диего Гомес Манрике де Лара и Кастилия
Диего Гомес Манрике де Лара-и-Кастилья (исп. Diego Gómez Manrique de Lara y Castilla; 1409 — 19 октября 1458, Амуско, Паленсия) — кастильский дворянин, 1-й граф де Тревиньо (с 1453), 9-й сеньор де Амуско (с 1440) и главный аделантадо Леона (1440—1454).

## Биография
Старший сын Педро Манрике де Лара-и-Мендоса (1381—1440) и Леонор де Кастилья и Альбуркерке (1393—1470), в 1427 году он женился на Марии де Сандоваль и в 1434 году вошел в состав двора короля Хуана II. В следующем году, в 1435 году, он столкнулся с Иньиго Лопесом де Мендосой за наследство своей тети, герцогини Архоны.
Его первые разногласия с монархией возникли в 1437 году, когда по приказу королевского фаворита Альваро де Луна король Кастилии Хуан II приказал арестовать его отца. Именно тогда Диего Манрике привел в боевую готовность свои крепости и начал восстание против кастильского короля.
В 1440 году после смерти своего отца Диего Гомес Манрике де Лара унаследовал сеньорию Амуско и другие родовые владения. В том же 1440 году Диего Гомес Манрике де Лара унаследовал должность главного аделантадо Леона, а в 1442 году урегулировал вопрос о наследстве своей тети по дружескому соглашению с Иньиго Лопесом де Мендосой. За то же Диего получил 200 000 мараведи, город Вильольдо и поместье Рио-Перрерос, все это в обмен на отказ от некоторых домов в Гвадалахаре, города Тендилья и наследства Ледансы. Этот обмен был официально санкционирован им актом, выданным в Наваррете 4 марта.
В те годы Диего Гомес Манрике де Лара играл большую роль в политической жизни королевства. Он присоединился к стороне знати, недовольной стороной Альваро де Луна и связанной с инфантами Арагона, сторонников которых он приветствовал в Ла-Риохе после битвы при Ольмедо в 1445 году. В том же году он даже принял открытое участие в борьбе, захватив крепость Аутоль, собственность города Калаорра.
В 1446 году вместе с другими кастильскими дворянами вёл переговоры о вступлении в Кастильское королевство войск Альфонсо V Арагонского; а в 1448 году он способствовал побегу адмирала Кастилии и графа Кастро, персонажей, которых монархия приказала арестовать. Эта открытая враждебность к королю Хуану II привела к тому, что королевская армия напала на его поместья в Ла-Риохе и осадила Наваррету в 1448 году, тем самым вынудив Диего подчиниться его власти.
По-видимому, отношения были перестроены, в 1452 году король Кастилии и Леона Хуан II пожаловал ему титул 1-го графа Тревиньо, но в следующем году он был арестован, заключен в Сеговию, а его имущество было конфисковано.
Король Кастилии Хуан II скончался в 1454 году, и как только его старший сын Энрике IV унаследовал королевский престол, граф был освобожден, а его имущество возвращено. Он отправился к королевскому двору, чтобы принести присягу на верность новому королю, и в 1455 году сопровождал его в военном походе на Гранадский эмират.
В марте 1458 года, купив его у Педро Руиса Сармьенто, сеньора Салинаса и главного стольника короля, Диего Гомес Манрике де Лара освободил своих вассалов из Тревиньо от уплаты дани в виде хлопьев, известной как «de los moyos de pan y lockes». В частности, он преобразовал поставку 1400 бушелей хлеба в денежный взнос в размере 30 000 мараведи, которые будут собираться посредством постоянной переписи населения. Это означало значительное снижение первоначальной стоимости, оцениваемой в 460 000 мараведи.
В это время он тяжело заболел в Амуско и умер 19 октября того же года.

## Брак и потомство
Он женился в 1427 году на Марии Гомес де Сандоваль и Гонсалес де Авельянеда, дочери Диего Гоменса де Сандоваля и Рохаса, 1-го графа де Кастрохерис (1385—1454), и Беатрис де Авельянеда и Киснерос, сеньоры Гумьель-де-Исан (+ 1436), от брака с которой он имел пятерых детей:
- Педро Манрике де Лара и Сандоваль (ок. 1443—1515), 1-й герцог Нахера (с 1482), унаследовавший от отца титул графства и получивший как майорат, в дополнение ко всему своему наследству по отцовской линии, 100 000 мараведи де-юре и город Понферрада (унаследованный от герцогини де Архона).
- Диего Манрике де Лара и Сандоваль, получивший должность главного нотариуса Леона, 20 копий от короля, имущество Давалильо и Велливио и те активы, которые его жена считала помимо наследства.
- Элеонора Манрике де Лара и Сандоваль
- Хуана Манрике де Лара и Сандоваль
- Беатрис Манрике де Лара и Сандоваль.

Он написал свое завещание 13 октября 1458 года, оставив опеку над потомками (несовершеннолетними) своей жене Марии и установив распределение своего имущества между ними, как уже указано выше.